# 矢作藩
矢作藩（やはぎはん）は、下総国香取郡の「矢作領」と呼ばれた地域（現在の千葉県香取市周辺）を治めた藩。徳川家康の関東入国時に鳥居元忠が配置され4万石を治めたが、伏見城の戦いで元忠が戦死し、その功績で鳥居家は加増のうえ転出したため廃藩となった。その後、矢作領は幕府領・旗本領などとして細分化される。1630年に徳川家光側近の三浦正次が1万石の大名となった際に「矢作」を居所としたが、転封により短期間で廃藩となっている。

## 歴史

### 前史

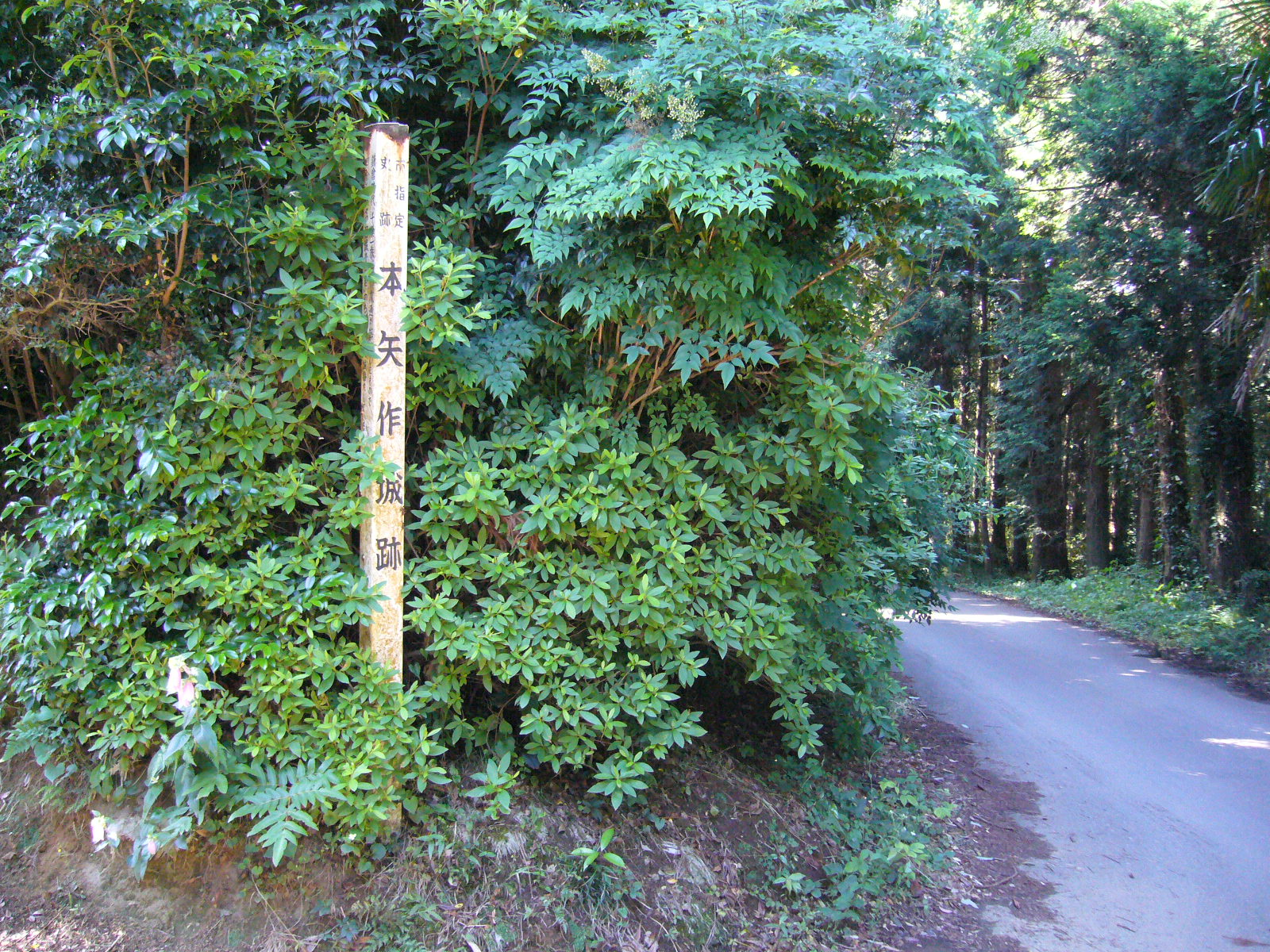
国分氏の初期の拠点とされる本矢作城跡

この地域には香取神宮（現在の香取市香取）が鎮座する。香取社領の西側には大戸荘と呼ばれる荘園があった。中世、千葉氏一族の国分氏（下総国分氏）が大戸荘の地頭となり、拠点を置いた。家祖である国分胤通（千葉常胤の子）が本矢作城（現在の香取市本矢作）を築いて居城とし、鎌倉時代末期に5代目の国分泰胤が大崎城（矢作城とも。現在の香取市大崎）を築いて移ったとされる。このことからこの地域は「矢作郷」「矢作領」という広域地名でも呼ばれた。
室町時代には、香取神宮の周囲に町場が形成されるとともに、香取海（香取浦）沿岸には水運の要地として「津」が形成され、とくに小野川（大戸荘と香取神社領の境界でもあった）河口部にあたる佐原村（現在の香取市佐原地区）が発展し「佐原宿」とも呼ばれるようにになる（佐原市#歴史参照）。

### 鳥居家の矢作藩
小田原征伐後、関東に移封された徳川家康は、矢作領84か村を鳥居元忠の所領とした。「矢作領」は現在の千葉県香取市（旧佐原市・小見川町・栗源町）・成田市（旧大栄町）・神崎町・多古町および茨城県土浦市（旧東村）の一部を含めた広大な地域を指していた。これには常陸の佐竹義重らに対する牽制の意味があったといわれている。
元忠は大崎城に入城したが、まもなく岩ヶ崎城（香取市岩ケ崎）の築城を開始した。別の説として、岩ヶ崎城を築城したのは国分氏で、鳥居元忠は岩ヶ崎城に入城し、近世城郭への改修に着手したともいう。
慶長4年（1599年）、矢作領内において「矢作縄」と呼ばれる総検地が行われている。矢作領84か村で約4万石が打ち出されたが、これはそれ以前より2倍半の増盛となる苛酷なものであった。矢作縄によって決定された石高は、近世中期に至るまでこの地域の村高の基本となった。
なお、矢作領の前面に広がっていた香取海の中洲では、家康の関東入国の頃から開拓が進められるようになった。十六島新田の開発は天正19年（1591年）に江戸崎城主土岐氏の旧臣などによって行われたのが始まりという。中州に開かれた新田の村は「新島領」と呼ばれることになる。
慶長5年（1600年）に発生した関ヶ原の戦いの緒戦である伏見城攻防戦で元忠は戦死し、家康は戦後に元忠の武功を賞してその子・忠政を陸奥磐城平藩に加増移封したため、矢作藩は廃藩となった。元忠が着手した岩ヶ崎城は完成せず、また大崎城も廃城になったとされる。

### 鳥居家転出後の矢作領
鳥居家転出後の矢作領4万石はいったん徳川家直轄領となったあと、大名や旗本などさまざまな領主によって細分化されていく。比較的まとまった旗本領としては、堀直重領（2000石）や、鍋島家領（5000石）がある。
堀直政の三男である堀直重は徳川秀忠に仕え、慶長6年（1601年）に香取郡矢作領のうち（新市場村・多田村・篠原村など）で2000石を領した。直重はのちに信濃国で加増を受け、元和元年（1615年）に信濃須坂藩1万5000石の藩主となる。直重の「墓所」（石塔）が、知行地に近い香取市香取の新福寺にあり、新福寺に近い多田村（香取市多田）付近に陣屋を構えたとみられる。なお、香取郡の堀家の知行地2000石は、直重の子・堀直升が3人の弟に分知している。500石ずつを分知された三弟・四弟は一代で無嗣断絶となったが、1000石を分知された次弟堀直昭の家が続いている。
佐賀藩主鍋島直茂の二男である鍋島忠茂は、徳川秀忠の御側小姓を務め、矢作領のうちで5000石を領した。慶長14年（1609年）、忠茂は佐賀藩から2万石を分与され、肥前鹿島藩主となる。忠茂は大坂冬の陣で体調を崩し、矢作領の上小川村（香取市上小川）で療養したが当地で没した。忠茂の嫡子鍋島正茂は、宗家の鍋島勝茂との折り合いが悪く、肥前の2万石を返上して（鹿島領は勝茂の子の鍋島直朝に与えられた）、矢作領5000石を治める江戸幕府旗本となった。鍋島家は元和2年（1616年）に郡陣屋（神崎町郡字岩崎）を置いて知行地を支配したが、元禄11年（1698年）に5代目の鍋島長行が三河国に所領を移されている。

### 三浦家による再立藩
三浦正次は土井利勝の甥にあたり、幼少時から徳川家光に近侍した人物である。元和4年（1618年）、三浦正次が矢作領に780石を与えられる。以後、正次は次第に出世して加増を受けて石高も5000石にまで昇進する。
寛永7年（1630年）に正次は5000石の加増を受けて1万石の大名となり、矢作藩が再立藩された。正次は寛永10年（1633年）に六人衆（のちの若年寄）の一人となり、寛永15年（1638年）には島原の乱で上使として現地に赴いた。
寛永16年（1639年）、正次は下野壬生藩に移封となったため、矢作藩は再び廃藩となった。

## 歴代藩主

### 鳥居家
譜代。4万石。
1. 鳥居元忠（もとただ）
2. 鳥居忠政（ただまさ）

### 三浦家
譜代。1万石。
1. 三浦正次（まさつぐ）